# جان کاتینگهام
جان کاتینگهام (به انگلیسی: John Cottingham) (متولد ۱۹۴۳) فیلسوف اهل انگلستان و استاد ممتازِ بازنشسته دانشگاه ردینگ او سِمَت‌های علمی و اجرایی متعددی در مراکز گوناگون علمی و آکادمیک داشته‌است.

## آثار پژوهش‌ها
عمده پژوهش‌های فلسفی وی بر محور اوایل دوران فلسفه جدید، فلسفه دین و فلسفه اخلاق دور می‌زند و تا به حال بیش از ده کتاب و نیز بیش از هشتاد مقاله در نشریات یا کتاب‌ها به صورت فردی یا با همکاری دیگران تألیف، ترجمه یا ویرایش کرده‌است. کاتینگهام به زبان‌های لاتین، یونانی و فرانسه مسلط است و مهم‌ترین تخصص وی در فلسفه‌های جدید، فلسفه دکارت است. امروزه او از بزرگ‌ترین دکارت شناسان جهان به‌شمار می‌رود و بخش مهمی از آثار وی مربوط به فلسفه دکارت است و رساله دکتری وی هم در فلسفه دکارت بوده‌است.
مهم‌ترین فعالیت کاتینگهام در حوزة فلسفه دکارت، سَرویراستاری ترجمه آثار فلسفی دکارت از متون اصلی لاتینی و فرانسوی به زبان انگلیسی ـ در سه مجلّد ـ است که خودش مترجم اصلی بخش‌های مهمی از آن آثار، مانند کتاب‌های تأملات در فلسفه اولی و اعتراضات و پاسخ‌ها بوده‌است. در حال حاضر این مجموعه سه جلدی کامل‌ترین مجموعه آثار فلسفی دکارت به زبان انگلیسی در جهان است که در سال‌های ۱۹۸۴–۱۹۹۱ از سوی انتشارات دانشگاه کمبریج به چاپ رسیده و بارها تجدید چاپ شده‌است. افزون بر این، کاتینگهام کتاب‌های مستقل متعدد، و نیز بخش‌هایی از کتاب‌های دیگر را در فلسفه دکارت، شخصاً تألیف کرده یا سرویراستار آن‌ها بوده‌است و مقالات بسیاری نیز در فلسفه دکارت دارد.

## آثار
فرهنگ فلسفه دکارت، علی افضلی (مترجم)، مؤسسه پژوهشی حکمت و فلسفه ایران، تهران، ۱۳۹۰
معنای زندگی، مریم دریانی اصل (مترجم)، امیرعباس علیزمانی (مترجم)، نشر حکمت، تهران، ۱۳۹۳